# 菅直人內閣 (第一次改組)
菅直人第一次改組内閣（日语：／*/?）是日本眾議院議員、民主黨代表菅直人就任第94任內閣總理大臣（首相）後，自2010年9月17日至2011年1月14日組成的內閣。

## 國務大臣
| 職名 | 氏名 | 氏名       | 所屬議院 所屬政黨         | 擔當事項等                        | 備考                           |
| --- | ---- | ---------- | ------------------------- | --------------------------------- | ------------------------------ |
| 內閣總理大臣                                                                                             |      | 菅直人     | 眾議院 民主黨（菅集團）   |                                   | 留任                           |
| 總務大臣 內閣府特命擔當大臣 （地域主權推進擔當）                                                         |      | 片山善博   | 民間                      | 地域活性化擔當                    | 前鳥取縣知事                   |
| 法務大臣                                                                                                 |      | 柳田稔     | 參議院 民主黨（川端集團） | 綁架問題擔當                      | 2010年11月22日辭任             |
| 法務大臣                                                                                                 |      | 仙谷由人   | 眾議院 民主黨（前原集團） | 綁架問題擔當                      | 2010年11月22日任命             |
| 外務大臣                                                                                                 |      | 前原誠司   | 眾議院 民主黨（前原集團） | 內閣總理大臣臨時代理就任順位第2位 | 補職變更（從國土交通大臣異動） |
| 財務大臣                                                                                                 |      | 野田佳彥   | 眾議院 民主黨（野田集團） |                                   | 留任                           |
| 文部科學大臣                                                                                             |      | 髙木義明   | 眾議院 民主黨（川端集團） | 國立國會圖書館聯絡調整委員會委員  |                                |
| 厚生勞動大臣                                                                                             |      | 細川律夫   | 眾議院 民主黨（菅集團）   | 內閣總理大臣臨時代理就任順位第5位 |                                |
| 農林水產大臣                                                                                             |      | 鹿野道彥   | 眾議院 民主黨（羽田集團） | 內閣總理大臣臨時代理就任順位第3位 |                                |
| 經濟產業大臣                                                                                             |      | 大畠章宏   | 眾議院 民主黨（鳩山集團） |                                   |                                |
| 國土交通大臣 內閣府特命擔當大臣 （沖繩及北方對策擔當）                                                   |      | 馬淵澄夫   | 眾議院 民主黨（無派閥）   | 海洋政策擔當                      |                                |
| 環境大臣 內閣府特命擔當大臣 （防災擔當）                                                                 |      | 松本龍     | 眾議院 民主黨（橫路集團） |                                   |                                |
| 防衛大臣                                                                                                 |      | 北澤俊美   | 參議院 民主黨（羽田集團） | 內閣總理大臣臨時代理就任順位第4位 | 留任                           |
| 內閣官房長官                                                                                             |      | 仙谷由人   | 眾議院 民主黨（前原集團） | 內閣總理大臣臨時代理就任順位第1位 | 留任                           |
| 國家公安委員會委員長 內閣府特命擔當大臣 （消費者及食品安全擔當） （少子化對策擔當） （男女共同參畫擔當） |      | 岡崎登美子 | 參議院 民主黨（菅集團）   |                                   |                                |
| 內閣府特命擔當大臣 （金融擔當）                                                                          |      | 自見莊三郎 | 參議院 國民新黨           | 郵政改革擔當                      | 留任                           |
| 內閣府特命擔當大臣 （經濟財政政策擔當） （科學技術政策擔當）                                             |      | 海江田萬里 | 眾議院 民主黨（鳩山集團） | 宇宙開發擔當                      |                                |
| 內閣府特命擔當大臣 （「新しい公共」擔當）                                                                |      | 玄葉光一郎 | 眾議院 民主黨（無派閥）   | 國家戰略擔當                      | 留任                           |
| 內閣府特命擔當大臣 （行政刷新擔當）                                                                      |      | 村田蓮舫   | 參議院 民主黨（野田集團） | 公務員制度改革擔當                | 留任                           |

- 2010年（平成22年）9月17日[4]（認證官任命式）[5][6][7]
- 組閣時の平均年齡：59.1歲
  - 最年長：72歲（北澤俊美）
  - 最年少：42歲（村田蓮舫）

## 內閣官房副長官・內閣法制局長官
| 職名           | 氏名       | 擔當     | 所屬議院 所屬政黨          | 備考 |
| -------------- | ---------- | -------- | -------------------------- | ---- |
| 內閣官房副長官 | 古川元久   | 政務擔當 | 眾議院、民主黨（前原集團） | 再任 |
| 內閣官房副長官 | 福山哲郎   | 政務擔當 | 參議院、民主黨（前原集團） | 再任 |
| 內閣官房副長官 | 瀧野欣彌   | 事務擔當 | 元總務事務次官             | 再任 |
| 內閣法制局長官 | 梢田信一郎 |          | 前內閣法制次長             | 再任 |

- 2010年9月17日任命。

## 內閣總理大臣補佐官
| 職名               | 氏名     | 擔當                   | 所屬議院 所屬政黨          | 備考 |
| ------------------ | -------- | ---------------------- | -------------------------- | ---- |
| 內閣總理大臣補佐官 | 小川勝也 | 農山漁村地域活性化擔當 | 參議院、民主黨（鳩山集團） | 再任 |
| 內閣總理大臣補佐官 | 寺田學   | 行政刷新及び廣報擔當   | 眾議院、民主黨（菅集團）   | 再任 |
| 內閣總理大臣補佐官 | 加籐公一 | 國家戰略擔當           | 眾議院、民主黨（菅集團）   |      |

- 2010年9月21日任命。

## 副大臣
| 職名           | 氏名       | 所屬議院 所屬政黨                                        | 備考                               |
| -------------- | ---------- | -------------------------------------------------------- | ---------------------------------- |
| 內閣府副大臣   | 東祥三     | 眾議院、民主黨（小澤集團）                               |                                    |
| 內閣府副大臣   | 末松義規   | 眾議院、民主黨（菅集團）                                 |                                    |
| 內閣府副大臣   | 平野達男   | 眾議院、民主黨（小澤集團）                               |                                    |
| 總務副大臣     | 鈴木克昌   | 眾議院、民主黨（小澤集團）                               |                                    |
| 總務副大臣     | 平岡秀夫   | 眾議院、民主黨（菅集團）                                 | 職務變更（內閣府副大臣から橫滑り） |
| 法務副大臣     | 小川敏夫   | 參議院、民主黨（菅集團）                                 |                                    |
| 外務副大臣     | 松本剛明   | 眾議院、民主黨（野田集團）                               |                                    |
| 外務副大臣     | 伴野豊     | 眾議院、民主黨                                           |                                    |
| 財務副大臣     | 五十嵐文彥 | 眾議院、民主黨                                           |                                    |
| 財務副大臣     | 櫻井充     | 參議院、民主黨                                           |                                    |
| 文部科學副大臣 | 屜木龍三   | 眾議院、民主黨                                           |                                    |
| 文部科學副大臣 | 鈴木寬     | 參議院、民主黨（鳩山集團）                               | 再任                               |
| 厚生勞動副大臣 | 籐村修     | 眾議院、民主黨（野田集團）                               | 職務變更（從外務副大臣下調）       |
| 厚生勞動副大臣 | 小宮山洋子 | 眾議院、民主黨（前原集團）                               |                                    |
| 農林水產副大臣 | 篠原孝     | 眾議院、民主黨                                           | 再任                               |
| 農林水產副大臣 | 筒井信隆   | 眾議院、民主黨（橫路集團）                               |                                    |
| 經濟產業副大臣 | 松下忠洋   | 眾議院、國民新黨                                         | 再任                               |
| 經濟產業副大臣 | 池田元久   | 眾議院、民主黨（菅集團）                                 | 職務變更（從財務副大臣下調）       |
| 國土交通副大臣 | 三井辨雄   | 眾議院、民主黨（川端、鳩山、小澤集團（通稱・樽床集團）） |                                    |
| 國土交通副大臣 | 池口修次   | 眾議院、民主黨                                           |                                    |
| 環境副大臣     | 近籐昭一   | 眾議院、民主黨                                           |                                    |
| 防衛副大臣     | 安住淳     | 眾議院、民主黨                                           |                                    |

- 2010年9月21日任命

## 大臣政務官
| 職名               | 氏名       | 所屬議院 所屬政黨          | 備考 |
| ------------------ | ---------- | -------------------------- | ---- |
| 內閣府大臣政務官   | 阿久津幸彥 | 眾議院、民主黨（菅集團）   |      |
| 內閣府大臣政務官   | 園田康博   | 眾議院、民主黨（羽田集團） |      |
| 內閣府大臣政務官   | 和田隆志   | 眾議院、民主黨             |      |
| 總務大臣政務官     | 內山晃     | 眾議院、民主黨（小澤集團） |      |
| 總務大臣政務官     | 逢阪誠二   | 眾議院、民主黨             |      |
| 總務大臣政務官     | 森田高     | 參議院、國民新黨           |      |
| 法務大臣政務官     | 黑巖宇洋   | 眾議院、民主黨             |      |
| 外務大臣政務官     | 菊田真紀子 | 眾議院、民主黨             |      |
| 外務大臣政務官     | 山花郁夫   | 眾議院、民主黨（橫路集團） |      |
| 外務大臣政務官     | 德永久志   | 參議院、民主黨（前原集團） | 再任 |
| 財務大臣政務官     | 吉田泉     | 眾議院、民主黨（鳩山集團） |      |
| 財務大臣政務官     | 尾立源幸   | 參議院、民主黨             |      |
| 文部科學大臣政務官 | 笠浩史     | 眾議院、民主黨             |      |
| 文部科學大臣政務官 | 林久美子   | 參議院、民主黨             |      |
| 厚生勞動大臣政務官 | 岡本充功   | 眾議院、民主黨             |      |
| 厚生勞動大臣政務官 | 小林正夫   | 參議院、民主黨             |      |
| 農林水產大臣政務官 | 田名部匡代 | 眾議院、民主黨             |      |
| 農林水產大臣政務官 | 松木謙公   | 眾議院、民主黨（小澤集團） |      |
| 經濟產業大臣政務官 | 田嵨要     | 眾議院、民主黨             |      |
| 經濟產業大臣政務官 | 中山義活   | 眾議院、民主黨（鳩山集團） |      |
| 國土交通大臣政務官 | 小泉俊明   | 眾議院、民主黨             |      |
| 國土交通大臣政務官 | 津川祥吾   | 眾議院、民主黨（無派閥）   | 再任 |
| 國土交通大臣政務官 | 市村浩一郎 | 眾議院、民主黨             |      |
| 環境大臣政務官     | 通高剛     | 眾議院、民主黨（小澤集團） |      |
| 防衛大臣政務官     | 松本大輔   | 眾議院、民主黨             |      |
| 防衛大臣政務官     | 廣田一     | 參議院、民主黨             |      |

- 2010年（平成22年）9月21日任命。

## 備註
1. ↑  鳩山集團同所屬
2. ↑  橫路集團同所屬
3. ↑  2010 年（平成22年）6月8日の閣議において、「內閣府特命擔當大臣（行政刷新）である蓮舫（本名村田蓮舫）國務大臣の名前については、今後、政府代表等への 任命行為及び許可等對外的な法律上の行為については村田蓮舫名を使用し、それ以外は蓮舫名を使用することとする。」と口頭で瞭解された（2010年（平成 22年）6月11日付『官報』本紙參照）。
4. ↑  「人事異動」『官報』號外特23號、國立印刷局、2010年9月17日、1面。
5. ↑  . 朝日新聞. 2010-09-17  [2010-09-17]. （原始内容存档于2010-09-18）.
6. ↑  . 日本經濟新聞. 2010-09-17  [2010-09-17]. （原始内容存档于2010-09-20）.
7. ↑  田中成之. . 每日新聞. 2010-09-17  [2010-09-17].[永久]
8. ↑  前原集團同所屬
9. ↑  枝野集團同所屬

## 關連條目
- 菅直人
- 菅內閣歷史

## 外部連結
- 首相官邸－菅第一次改造內閣 （页面存档备份，存于）（日語）
- 政府インターネットテレビ （页面存档备份，存于）（日語）